# Tigers (film)
Tigers (Tigrar) è un film del 2020 diretto da Ronnie Sandahl.

## Trama
La storia di Martin Bengtsson, talento del calcio in Svezia, che al compimento dei 18 anni inizia a giocare nell'Inter. Circondato da una concorrenza spietata ed in un Paese che non conosce, la sua storia comincia a colpire un mondo dove qualunque cosa ha un prezzo.

## Distribuzione
Il film è stato distribuito nelle sale cinematografiche italiane a partire dal 22 luglio 2021.